# VV Leeuwarden in het seizoen 1957/58
Het seizoen 1957/1958 was het vierde jaar in het bestaan van de Leeuwardense betaaldvoetbalclub Leeuwarden. De club kwam uit in de Eerste divisie B en eindigde daarin op de derde plaats. Tevens deed de club mee aan het toernooi om de KNVB beker, hierin werd in de derde ronde verloren van AGOVV (1–2).

## Wedstrijdstatistieken

### Eerste divisie B
|       | Eindhoven | Fortuna | Haarlem | Helmondia '55 | Hermes DVS | KFC   | Limburgia | RCH   | Rigtersbleek | SHS   | Sittardia | Stormvogels | De Volewijckers | Wageningen | Xerxes |
| ----- | --------- | ------- | ------- | ------------- | ---------- | ----- | --------- | ----- | ------------ | ----- | --------- | ----------- | --------------- | ---------- | ------ |
| Thuis | 2 – 2     | 2 – 0   | 5 – 1   | 3 – 1         | 6 – 4      | 4 – 1 | 4 – 2     | 1 – 1 | 2 – 1        | 0 – 1 | 3 – 0     | 1 – 2       | 2 – 2           | 3 – 0      | 1 – 0  |
| Uit   | 4 – 2     | 1 – 5   | 2 – 0   | 2 – 2         | 2 – 3      | 1 – 2 | 2 – 2     | 2 – 4 | 1 – 0        | 2 – 1 | 1 – 1     | 2 – 3       | 2 – 0           | 0 – 6      | 3 – 4  |

### KNVB beker
| 1e ronde                                                           | Leeuwarden                                                                | 6 – 1 (4 – 1) | Sneek                 |
| 26 december 1957 Plaats: Leeuwarden Gemeentelijk Sportpark Cambuur | Pier Alma 1' André Hofman 15' Jaap van Oosten –', 52' Jan Hoekema –', 80' |               | 20' (pen.) Bert Bouma |
| 2e ronde                                                           | Leeuwarden                                                                | 2 – 1 (0 – 1) | Oldenzaal             |
| 13 april 1958 Plaats: Leeuwarden Gemeentelijk Sportpark Cambuur    | Jan Hoekema 57' André Hofman 80' (pen.)                                   |               | 20' Gerrit Kuiper     |
| 3e ronde                                                           | AGOVV                                                                     | 2 – 1 (1 – 1) | Leeuwarden            |
| 21 mei 1958 Plaats: Apeldoorn Berg & Bos                           | Bertus Wasmus 11' Harmen de Jong 65'                                      |               | 7' Johannes Bakker    |

## Statistieken Leeuwarden 1957/1958

### Eindstand Leeuwarden in de Nederlandse Eerste divisie B 1957 / 1958
| Stand | Gespeeld | Gewonnen | Gelijk | Verloren | Punten | Doelpunten voor | Doelpunten tegen |
| ----- | -------- | -------- | ------ | -------- | ------ | --------------- | ---------------- |
| 3e    | 30       | 17       | 6      | 7        | 40     | 74              | 45               |

### Topscorers
| #                    | Naam            | Goal |
| -------------------- | --------------- | ---- |
| 1.                   | André Hofman    | 25   |
| 2.                   | Jaap van Oosten | 21   |
| 3.                   | Pier Alma       | 9    |
| 3.                   | Jan Hoekema     | 9    |
| 5.                   | Gerrit Tardy    | 4    |
| 6.                   | Arp Hiemstra    | 3    |
| 7.                   | Joop Ruiter     | 1    |
| Onbekende doelpunten |                 |      |
| –                    | Onbekend        | 2    |
| Totaal               | Totaal          | 74   |

| #      | Naam            | Goal |
| ------ | --------------- | ---- |
| 1.     | Jan Hoekema     | 3    |
| 2.     | André Hofman    | 2    |
| 2.     | Jaap van Oosten | 2    |
| 4.     | Pier Alma       | 1    |
| 4.     | Johannes Bakker | 1    |
| Totaal | Totaal          | 7    |